# Elton Rule
Elton H. Rule (13 juin 1917-5 mai 1990) était un cadre de télévision américain et ancien président d'American Broadcasting Company, succédant à Leonard Goldenson. Rule a été président du groupe de 1972 à 1983. Il est crédité d'une croissance considérable des revenus, des cotes, des affiliés et des bénéfices du réseau.

## Biographie
Elton H. Rule naît le 13 juin 1917 à Stockton en Californie. Après des études à Sacramento il travaille dans une station de radio locale KROY à partir de 1938. Après son service militaire durant la Seconde Guerre mondiale sur le front du Pacifique, il déménage à Los Angeles et travaille pour la station KLAC. Il se marie en 1942 avec Betty Louise Bender et aura trois enfants. 
Rule est engagé par la station KECA-TV, future KABC-TV et devient le responsable de la station en 1960 parvenant à en faire la première station de la région alors que NBC et CBS dominent au niveau national. En 1968, durant les négociations de fusion entre ABC et ITT, Leonard Goldenson lui demande de prendre la présidence des opérations télévisuelles, ABC Television. Il est nommé vice-président d'ABC en 1969 et nommé au directoire en 1970.
Le 17 janvier 1972, Elton Rule est nommé président et COO d'ABC quelques mois après que Leonard Goldenson ait eu une crise cardiaque.
Assumant la présidence à une époque où ABC était loin troisième dans les classements Nielsen, Rule est crédité d'une croissance considérable des revenus, des cotes, des affiliés et des bénéfices du réseau. Il est également crédité du développement de la mini -série, en commençant par une adaptation de QB VII en 1974 et en incluant le célèbre Roots en 1977. 
Au tournant des années 1980, il lance la filiale ABC Video Entreprises pour les productions sur les nouvelles technologies de communications. Le 5 juillet 1979, ABC fonde une nouvelle division nommée ABC Video Enterprises pour les productions sur les nouvelles technologies vidéos comme la télévision par câble, la télévision à péage, les supports vidéos disque ou cassettes. Elton H Rule nomme à la tête de cette division Frederick S. Pierce président et Herbet A. Granath vice-président. Rule indique que cette entité travaillera de concert avec les autres divisions ABC Television, ABC Radio et ABC Publishing.
Il prend sa retraite en 1983, remplacé par Frederick S. Pierce mais devient vice-président jusqu'en janvier 1984 et quitte son poste au directoire en septembre 1984.
Elton Rule est décédé d'un cancer dans sa maison de Beverly Hills, en Californie, en 1990,. Il laisse dans le deuil son épouse Betty Louise née Bender et leurs enfants, Cindy Dunne, Christie Rule et James Rule.